# Захажовиці
Захажовиці (пол. Zacharzowice) — село в Польщі, у гміні Вельовесь Гливицького повіту Сілезького воєводства.
Населення — 270 осіб (2011).
У 1975—1998 роках село належало до Катовицького воєводства.

## Демографія
Демографічна структура станом на 31 березня 2011 року:
|          | Загалом | Допрацездатний вік | Працездатний вік | Постпрацездатний вік |
| -------- | ------- | ------------------ | ---------------- | -------------------- |
| Чоловіки | 130     | 20                 | 91               | 19                   |
| Жінки    | 140     | 27                 | 83               | 30                   |
| Разом    | 270     | 47                 | 174              | 49                   |